# Nikolaos I. Mystikos
Svatý Nikolaos I. Mystikos (jiná jména: Nikolaos Mystikos, Mikuláš Mystikos, Mikuláš I. Mystikos, starořecky Νικόλαος Α΄ Μυστικός ; 852 Itálie – 15. květen 925, Konstantinopol) byl konstantinopolský patriarcha v letech 901–907 a 912–925. Známý je zahájením sporu o tetragamii (čtveré manželství) a vedením byzantské regentské rady v období nezletilosti Konstantina VII. Korunoval prvního bulharského cara Simeona I. Pravoslavnou církví je považován za svatého a jeho svátek připadá na 16. května.

## Život
Nikolaos Mystikos se narodil na území dnešní jižní Itálie v roce 852. Svou kariéru začal v císařských službách. Byl blízkým spolupracovníkem, žákem a podle některých pramenů i příbuzným patriarchy Fotia. Na církevní dráhu se dostal nechtěně proti své vůli poté, co se po Fotiově sesazení v roce 886 stal mnichem v klášteře svatého Tryfona nedaleko Chalcedonu v Malé Asii. Z monastýru ho do byzantské politiky dostal císař Lev VI., jeho bývalý spolužák, který ho povolal do císařského paláce a ustanovil svým tajemníkem (mystikem). Po smrti patriarchy Antonia II. byl ustanoven patriarchou (901).
Zpočátku patřil mezi císařovy podporovatele, ale poté, co se císař rozhodl počtvrté oženit se Zoe Karbonopsinou, vystoupil rázně proti tomu, a odmítl také pokřtít a legitimizovat císařova nemanželského syna. V opozici vůči císaři Mystikos začal udržovat spojení s povstaleckým vévodou Andronikem Dukem, který byl pro podezření z velezrady v exilu u Arabů. Informace o patriarchových kontaktech se dostala až k císaři, který patriarchu přinutil k ústupkům v názorech. Za uznání legitimity svého syna (a potenciálního dědice) Lev přislíbil, že Zoe vyžene, ale už tři dny poté, co Nikolaos císařova syna Konstantina pokřtil, nechal Lev svou milenku a manželku prohlásit za císařovnu. Nikolaos na císařovu zradu zareagoval tím, že manželství neuznal a císaři na jeden z největších křesťanských svátků - Vánoce a Zjevení Páně roku 907 - znemožnil přístup do Chrámu Boží Moudrosti. Císař mezitím jednal s papežem Sergiem III., který čtvrté manželství podle západní radice povolil. Patriarchu, který se pro tradiční rivalství mezi oběma stolicemi odmítl podvolit, císař vyhnal do patriaršího kláštera Galakrenai nedaleko Konstantinopole. Novou hlavou konstantinopolské církve se stal Euthymios I. Synkellos.
Do Konstantinopole se Nikolaos vrátil buď krátce před smrtí Lva VI., nebo za vlády Alexandra III. V té době se také znovu stal patriarchou. Alexandr III. však vládl jen pár měsíců a po jeho smrti se vlády ve jménu nezletilého Konstantina VII. ujala regentská rada v čele s Nikolaem. V té době se říše i samotná pozice patriarchy ocitla v nebezpečí. Mocenskou pozici v církevní struktuře Mystikovi podkopávali stoupenci odvolaného patriarchy Euthymia, a o moc v zemi musel soupeřit také s vlivnými aristokratickými rody (např. Duky). Proti Byzanci navíc na severu povstal nepřítel v Bulharech, kterým Alexandr III. odmítl platit tribut, kvůli čemuž bulharský vládce Simeon v roce 813 dorazil s vojskem až k hradbám Konstantinopole. Jeho cílem nebylo město vyplenit, ale svrhnout císaře. Sám chtěl nastoupit na trůn nové bulharsko-římské byzantské říše. Přestože byla bulharská vojska silná, Konstantinopol byla doposud nedobytná, a Simeon proto začal s patriarchou jednat o kompromisu. Simeon se měl stát basileopatorem (tj. tchánem a „otcem“ Konstantina VII.) a být patriarchou korunován na císaře Bulharů. Korunovaci uskutečnil Nikolaos v paláci Hebdomon patriarchální korunou (epirriptarion). Korunovace Bulhara za císaře (i když ne byzantského - tj. římského - basileus ton Rhomanion) vyvolala proti patriarchovi velkou vlnu odporu, a moci v radě se za pomoci aristokracie ujala císařovna Zoe Karbonopsina (914). I přes mocenskou porážku si Nikolaos post patriarchy udržel.
Když se moci v Byzanci ujal Roman I. Lakapenos (920), se Nikolaos stal jeho spojencem. Ve stejném roce se Nikolaos usmířil se schizmatickým táborem bývalého patriarchy Euthymia, který mezitím zemřel, a na synodě vydal Sjednocovací dekret (Tomus unionis) potvrzený oběma císaři. Bylo také zakázáno čtvrté manželství (pouze na Východě), ale manželství Leona VI. bylo potvrzeno. Rovněž byla uznána legitimita Konstantina VII. V tomto období byl sjednán i smír s papežem Janem X. V úřadu patriarchy Nikolaos zůstal až do své smrti v roce 925.

## Dílo
Nikolaos napsal několik náboženských textů a udržoval bohatou korespondenci, která tvoří vzácný pramen pro církevní záležitosti a dějiny Byzance a okolních zemí. Jeho teologie nebyla originální a opíral se o tradiční pohledy a etiku. Podobně jako Fotios však měl kritickou mysl a zpochybňoval autoritu starozákonních citací i byzantský princip nadřazenosti císaře nad pozitivními zákony, což se projevilo ve sporu o tetragamii.